# 94-я гвардейская стрелковая дивизия
94-я гвардейская стрелковая Звенигородско-Берлинская ордена Суворова дивизия (сокр. 94 гв. сд) — тактическое соединение РККА времён Великой Отечественной войны.

## История
Дивизия ведёт свою историю от сформированной в городе Аткарск, в период с 10 сентября по 16 октября 1942 года, 143-й стрелковой бригады 2-го формирования, приказом Народного комиссара обороны СССР № 103 от 1 марта 1943 года преобразованной в 14-ю гвардейскую стрелковую бригаду и 96-й отдельной стрелковой бригады 2-го формирования сформированной 25 августа 1942 года на станции Теплая Гора. Обе бригады принимали участие в Сталинградской битве в составе 64-й армии.
На основании приказа заместителя НКО СССР № ОР/2/997 от 19 апреля 1943 года из 14-й гвардейской и 96-й отдельных стрелковых бригад в период с 23 апреля по 10 мая 1943 года в селе Беломестное Курской области (ныне Белгородская область) была сформирована 94-я гвардейская стрелковая дивизия.
Боевое крещение дивизия получила в битве на Курской дуге.
Дивизия находилась в частях действующей армии:
- 01.05.1943 — 35-й гвардейский стрелковый корпус Воронежского фронта
- 01.08.1943 — 35-й гвардейский стрелковый корпус 69-й армии
- 01.11.1943 — 35-й гвардейский стрелковый корпус 2-го Украинского фронта
- 01.01.1944 — 35-й гвардейский стрелковый корпус 5-й гвардейской армии
- 01.02.1944 — 21-й гвардейский стрелковый корпус 4-й гвардейской армии
- 01.03.1944 — 49-й стрелковый корпус 53-й армии
- 01.04.1944 — 26-й гвардейский стрелковый корпус 53-й армии
- 01.11.1944 — 26-й гвардейский стрелковый корпус 5-й ударной армии
- 01.11.1945 — ГСВГ.

С 1945 по 1992 год дивизия дислоцировалась в ГДР. В 1957 году преобразована в 94-ю гвардейскую мотострелковую дивизию. Всё послевоенное время находилась в составе ГСВГ в составе 3-й армии, затем 2-й Гв. ТА. В состав дивизии, не сменившей нумерацию полков, из 16-й гвардейской танковой дивизии перешёл 204-й гвардейский мотострелковый полк, а в 21-ю мсд убыл 283-й полк. В конце 1970-х влилась в состав 2-й гвардейской танковой армии. После распада СССР, передислоцирована в г. Юрга (СибВО) с преобразованием, на основании Директивы Министерства Обороны, в 1991 г. в 74-ю отдельную гвардейскую мотострелковую бригаду с сохранением почётных наименований, наград и боевой славы 94-й гв. сд.

## Состав
- 283-й гвардейский стрелковый Берлинский Краснознамённый, ордена Богдана Хмельницкого полк;
- 286-й гвардейский стрелковый Бранденбургский Краснознамённый полк;
- 288-й гвардейский стрелковый Кишинёвский Краснознамённый полк;
- 199-й гвардейский артиллерийский полк;
- 100-й отдельный гвардейский самоходный артиллерийский дивизион (100-й отдельный гвардейский истребительно-противотанковый дивизион);
- 97-я отдельная гвардейская разведывательная рота;
- 107-й отдельный гвардейский сапёрный батальон;
- 159-й отдельный гвардейский батальон связи (141-я отдельная гвардейская рота связи);
- 98-я отдельная гвардейская рота химической защиты;
- 599-й (102-й) отдельный медико-санитарный батальон;
- 750-я (99-я) автотранспортная рота[7]
- 674-я (95-я) полевая хлебопекарня
- 710-й (101-й) дивизионный ветеринарный лазарет
- 2279-я (48275-я) полевая почтовая станция
- 1743-я полевая касса Государственного банка СССР[8]

Дислокация в г. Шверин (ГДР) в составе 2-й гвардейской танковой армии, в/ч пп 35882.
- Управление дивизии (1 ПРП-3, 1 Р-156БТР)
- 204-й гвардейский мотострелковый Уманьско-Берлинский Краснознамённый, орденов Суворова, Кутузова и Богдана Хмельницкого полк, Шверин

40 Т-64, 45 БМП-2, 79 БМП-1, 2 БРМ-1К, 18 2С1 «Гвоздика», 18 2С12 «Сани»
- 286-й гвардейский мотострелковый Бранденбургский Краснознамённый полк, Шверин

40 Т-64, 138 БТР-60, 1 БМП-2, 4 БМП-1, 2 БРМ-1К, 18 Д-30, 18 2С12 «Сани»
- 288-й гвардейский мотострелковый Кишинёвский Краснознамённый полк, Висмар

40 Т-64, 136 БТР-60, 1 БМП-2, 4 БМП-1, 2 БРМ-1К, 18 Д-30, 18 2С12 «Сани»
- 74-й гвардейский танковый Валгинский ордена Ленина, Краснознамённый, орденов Суворова, Кутузова и Богдана Хмельницкого полк, Шверин

108 Т-64, 3 БМП-2, 3 БМП-1, 2 БРМ-1К, 18 2С1 «Гвоздика»
- 199-й гвардейский самоходно-артиллерийский Бранденбургский Краснознамённый полк (в/ч 83067), Висмар

54 2СЗ «Акация», 18 БМ-21 «Град», 1 БТР-60; 5 ПРП-3
- 896-й зенитный ракетный Демблинский ордена Александра Невского полк, Шверин
- 28-й отдельный танковый батальон, Шверин (40 Т-64, 1 БМП-2, 1 БМП-1, 1 Р-145БМ)
- 496-й отдельный противотанковый артиллерийский дивизион, Шверин
- 12-й отдельный разведывательный батальон, Шверин (6 Т-64, 10 БМП-1, 6 БРМ-1К, 6 БТР-70, 2 Р-145БМ, 1 Р-156 БТР)
- 159-й отдельный гвардейский ордена Красной Звезды батальон связи, Шверин (11 Р-145БМ)
- 107-й отдельный инженерно-сапёрный батальон, Шверин (1 ИМР-2, 1 УР-67)
- 1130-й отдельный батальон материального обеспечения
- 52-й отдельный ремонтно-восстановительный батальон
- 90-й отдельный медико-санитарный батальон.

Итого: 274 танка, 166 БМП, 289 БТР, 90 САУ, 36 орудий, 54 миномёта, 18 РСЗО.

## Награды и почётные наименования
| Награда (наименование)                 | Дата награждения | За что награждена |
| -------------------------------------- | --- | --- |
| Почётное звание «Гвардейская»          | присвоено приказом Народного комиссара обороны СССР № 103 от 1 марта 1943 года                                                   | за проявленную отвагу в боях за Отечество с немецкими захватчиками, за стойкость, мужество, дисциплину и организованность, за героизм личного состава (перешло от 14-й отдельной гвардейской стрелковой бригады при формировании) |
| Почётное наименование «Звенигородская» | присвоено приказом Верховного главнокомандующего № 030 от 13 февраля 1944 года (на основании приказа ВГК от 3 февраля 1944 года) | за отличие в боях с немецкими захватчиками за освобождение города Звенигородка |
| Почётное наименование «Берлинская»     | присвоено приказом Верховного главнокомандующего № 0111 от 11 июня 1945 года                                                     | за отличия в боях при овладении столицей Германии городом Берлин |
| Орден Суворова II степени              | награждена указом Президиума Верховного Совета СССР от 8 апреля 1944 года                                                        | за образцовое выполнение заданий командования при форсировании Днестра, овладение городом и важным железнодорожным узлом Бельцы, выход на государственную границу и проявленные при этом доблесть и мужество                      |

Также были удостоены наград и почётных наименований входящие в состав дивизии части:
- 283-й гвардейский стрелковый Берлинский[12] Краснознамённый[14] ордена Богдана Хмельницкого[15]полк;
- 286-й гвардейский стрелковый Бранденбургский Краснознамённый[14] полк;
- 288-й гвардейский стрелковый Кишинёвский Краснознамённый[14] полк;
- 199-й гвардейский артиллерийский Бранденбургский Краснознаменный[16] полк
- 107-й отдельный гвардейский сапёрный ордена Красной Звезды[17] батальон
- 159-й отдельный гвардейский ордена Красной Звезды[17] батальон связи

## Командование

### Командиры
- гвардии полковник Русских, Иван Григорьевич — с 28 апреля 1943 года по 17 ноября 1943 года[18]
- гвардии полковник Шостацкий, Григорий Николаевич — с октября 1943 года по 31 января 1945 года (погиб в бою)[18].
- гвардии генерал-майор Гаспарян, Исаак Гаспарович — с 2 февраля 1945 года по 27 мая 1945 года.
- гвардии генерал-майор Цетлин, Владимир Лейбович — 28 мая 1945 года — август 1947.
- гвардии генерал-майор Батлук, Алексей Васильевич — январь 1951 года — январь 1952 года.
- гвардии генерал-майор Александров, Фёдор Алексеевич — с 1964 года по 1970 год.

### Начальники штаба
- Гвардии генерал-майор Луцкевич, Иван Лукич — август 1946 — ноябрь 1947.

## Отличившиеся воины дивизии
Герои Советского Союза:
- Авеличев, Иван Тихонович
- Берлинский, Дмитрий Михайлович
- Вербин, Николай Николаевич
- Вовченко, Николай Дмитриевич
- Волков, Василий Александрович
- Горбунов, Владимир Иванович
- Демченко, Василий Дмитриевич
- Игнатьев, Андрей Александрович
- Кадетов, Сергей Иванович
- Колбасов, Николай Илларионович
- Конев, Виктор Александрович
- Космач, Феодосий Александрович
- Кравченко, Андрей Ильич
- Кушлянский, Ростислав Николаевич
- Леончиков, Николай Петрович
- Михальков, Михаил Архипович
- Певунов, Виктор Иванович
- Расковинский, Цезарь Селиверстович
- Редин, Анатолий Семёнович
- Рыбкин, Андрей Петрович
- Саяпин, Емельян Петрович
- Тер-Оганов, Арсен Арамович
- Шостацкий, Григорий Николаевич.[3]

 Кавалеры ордена Славы трёх степеней.
- Мехтизаде Султан Агаевич, гвардии старший сержант, разведчик 97 отдельной гвардейской разведывательной роты. Указ Президиума Верховного Совета СССР от 15 мая 1946 года.
- Пухов Михаил Павлович, гвардии сержант, командир отделения 107 отдельного гвардейского сапёрного батальона. Указ Президиума Верховного Совета СССР от 15 мая 1946 года.